# François d'Usson de Bonrepaus
François d'Usson, marquis de Bonrepaus, né vers 1654 et décédé le 2 août 1719 à  Paris, est un officier de plume et diplomate français des XVIIe et XVIIIe siècles. Il est Intendant général des armées navales et de la marine, ayant l'inspection des classes, membre du Conseil de la Marine et ambassadeur de France au Danemark et en Hollande.

## Biographie

### Carrière sous les Colbert
Originaire du comté de Foix, il entre, sous la protection de Colbert, à la Compagnie du Levant comme actionnaire puis dans la marine en janvier 1671 dans le corps des galères avec le grade de sous-lieutenant. Il demeure en service à Marseille jusqu'en 1675. Il achète en 1676 une charge de commissaire général de la marine et se trouve associé au projet d'établissement des classes de la marine. Son nom reste attaché à cette réforme, et pour le récompenser Colbert crée pour lui la commission d'intendant général des armées navales et de la marine, ayant l'inspection générale des classes (10 juin 1683). Il est l'un des rédacteurs de la grande ordonnance du 15 avril 1689.

### Carrière sous les Pontchartrain
À la mort du marquis de Seignelay (fils de Colbert) en 1690, il se trouve confronté à l'arrivée du clan des Pontchartrain à la tête de la marine. Il se place alors sous la protection de Colbert de Croissy, secrétaire d'État aux Affaires étrangères. Sa carrière prend à ce moment une tournure diplomatique même s'il reçoit toujours ses appointements d'intendant général des armées navales et de la marine. 
Son nom reste associé, sous la plume d'Arthur de Boislisle, au désastre de la Hougue, révoqué qu'il est par le roi qui déclare « qu'il n'a plus besoin de son service pour la marine ».
Il est nommé ambassadeur au Danemark (1692-1697) puis en Hollande (1697-1699). C'est à sa demande qu'il rentre en France. Lors des réformes de 1701 et 1702, sa charge de commissaire général est supprimée mais il en est remboursé. En 1715, pendant la polysynodie, il devient membre du Conseil de marine.

### Ses relations à la Cour
En dépit de ses conflits ouverts avec les Pontchartrain et Louvois, Usson de Bonrepaus avait noué des relations amicales nombreuses, notamment avec des hommes et des femmes de lettres. Il était l'ami de Racine et du duc de Saint-Simon, et très lié à Boileau, à La Fontaine et à Madame de La Fayette. Saint-Simon écrit de lui qu'il était « petit homme, gros, de figure assez ridicule, avec un accent désagréable mais qui parlait bien […] et avec lequel il y avait à apprendre et même s'amuser. »
Il meurt subitement à Paris, sans alliance, « en pleine force de la vieillesse » (Saint-Simon).

## Sources et bibliographie
- François Bluche, Dictionnaire du Grand Siècle, Paris, Fayard, 1990, réed. 2005
- Philippe Le Valois marquis de Villette-Mursay (préf. Michel Vergé-Franceschi), Mes campagnes de mer sous Louis XIV, Paris, Éditions Tallandier, 1991
- Michel Vergé-Franceschi (dir.), Dictionnaire d'histoire maritime, Paris, éditions Robert Laffont, coll. « Bouquins », 2002, 1508 p. (ISBN 2-221-08751-8 et 2-221-09744-0, BNF 38825325)
- Philippe Henrat, conservateur aux archives nationales, lui a consacré une thèse (École des Chartes) restée inédite à ce jour.